# تراس‌های برنج هانی هونگ‌هه
تراس‌های برنج هانی هونگ‌هه (انگلیسی: Honghe Hani Rice Terraces) سیستم کشاورزی برنج مردم هانی است که در شهرستان یوانیانگ، ولایت خودمختار هونگهه هانی و یی، استان یون‌نان، چین واقع شده است. تاریخچه این تراس‌ها به حدود ۱۲۰۰ سال پیش برمی‌گردد. این سیستم کشاورزی در مساحتی به وسعت ۱ میلیون اکر در چهار شهرستان: یوانیانگ، هونگ‌هه، جین‌پین و لوچون گسترش یافته است، هرچند که هسته اصلی تراس‌ها در شهرستان یوانیانگ قرار دارد. در سال ۲۰۱۳، ۱۶٬۶۰۳ هکتار از تراس‌های برنج هانی هونگ‌هه به عنوان میراث جهانی ثبت شد، به دلیل ساختار مقاوم و برجسته آن، سیستم اجتماعی-اکولوژیکی منحصر به فرد و اهمیتش برای مردم هانی.

## توصیف
تراس‌های برنج هانی هونگ‌هه در ساحل جنوبی رود سرخ (آسیا)، در پایین دامنه‌های کوه‌های آیلائو در جنوب استان یون‌نان واقع شده است. زمین‌های کوهستانی سخت و بارش بالای سالانه باعث ایجاد یک سیستم پیچیده تراس برای کشت برنج شده است، به طوری که در برخی مناطق بیش از ۳۰۰۰ تراس بین حاشیه جنگل و کف دره وجود دارد. کانال‌های آبیاری و مخازن آب مصنوعی ساخته شده از سنگ ماسه، آب را در سراسر این سرزمین توزیع می‌کنند. این سیستم بیش از ۱۳۰۰ سال است که توسط مردم هانی نگهداری و بهره‌برداری می‌شود. کشت برنج بخش مهمی از فرهنگ، دین، تقویم و سیستم سیاسی مردم هانی است.
تراس‌ها از یک ساختار عمودی متمایز پیروی می‌کنند که این امکان را فراهم کرده است تا منظر طبیعی برای مدت طولانی حفظ شود و شامل جنگل‌ها، روستاها، تراس‌ها و تأمین آب باشد. در بالای کوه‌ها (بالاتر از ۲۰۰۰ متر ارتفاع)، جنگل‌ها حفظ شده‌اند تا به عنوان مکانی برای جمع‌آوری بارش‌ها عمل کرده و زمین‌ها و تراس‌های زیرین را «شارژ» کنند. یک سیستم پیچیده از کانال‌ها و جوی‌ها آب را به تراس‌های پایین هدایت می‌کند. روستاهای این منطقه معمولاً درست زیر جنگل‌ها ساخته شده‌اند، بین ۱۴۰۰ و ۲۰۰۰ متر ارتفاع. در سایت میراث جهانی، ۸۲ روستا، که هرکدام شامل ۵۰ تا ۱۰۰ خانوار هستند، محافظت می‌شوند. ساختمان‌ها معمولاً از گل و سنگ ساخته می‌شوند. هر خانواده یکی یا دو قطعه تراس در پایین را کشاورزی می‌کند، معمولاً برنج قرمز کشت کرده و گاو پرورش می‌دهند.